# Atrocités turques
Atrocités turques è un cortometraggio del 1903 diretto da Lucien Nonguet

## Trama
Scene filmate sugli eventi accaduti durante i disordini in Macedonia.

## Conosciuto anche come
- UK: Turkish Atrocities in Macedonia